# Messor intermedius
Messor intermedius es una especie de hormiga del género Messor, subfamilia Myrmicinae. 

## Distribución
Esta especie se encuentra en Irán, Israel, Siria y Turquía.